# 土本武司
土本武司（1935年1月4日 - ）是檢察官出身的刑事法學者，出生于日本岐阜縣。

## 經歷
土本武司在1957年畢業於中央大學法學院，之後進入東京大學大學院學習。在大學就讀期間，以牧野英一為師，後在律師資格考試中通過。在後來的工作中周密的提出了著名的刑事訴訟法理論。
1991年7月11日發生了《撒旦诗篇》日文版译者被杀事件，土本武司是第一時間發現了五十岚一的尸體並報警。
2011年10月在大阪地方法院對在2009年發生的大阪此花區彈珠機店縱火殺人事件進行審判，土本武司作為辯護方的證人出庭，儘管土本武司對死刑制度表示支持，但他主張不應對嫌疑人判處絞刑，而且他還說出了“絞刑無法令人正視，實在過於殘忍”的證言。

## 主要職位
- 1960年 檢事任官
- 東京地方檢察廳 (日本)檢事
- 東京高等檢察廳檢事
- 法務綜合研究所研修第三部長
- 最高檢察廳檢事
- 1988年 筑波大学教授
- 筑波大学社会学类长
- 筑波大学名誉教授
- 萊頓大學客員教授
- 烏特勒支大學客員教授
- 上武大学客員教授
- 帝京大学法学部教授
- 帝京大學客員教授
- 白鷗大學法科大学院教授（2009年3月、退職）
- 白鷗大學法科大学院研究科長

## 主要著作
- （有斐閣）
- （共著 有斐閣）
- （共編 弘文堂）
- （東京法令出版）
- （共著 東京法令出版）
- （東京法令出版）
- （編著 東京法令出版）
- （編著 東京法令出版）
- （立花書房）
- （立花書房）
- （立花書房）
- （立花書房）
- （判例時報社）
- （日本加除出版）
- （成文堂）
- （弘文堂）
- （令文社）
- （日本放送出版協會（日语：日本放送出版協会））

## 脚注
1. ↑  [http://sankei.jp.msn.com/region/news/111012/osk11101213500009-n1.htm [永久] 2011年10月12日(JST)閲覧